# 埃芬漢 (堪薩斯州)
埃芬漢（英語：Effingham）是一個位於美國堪薩斯州艾奇遜縣的城市。

## 地方資料
根據2010年美國人口普查的數據，埃芬漢的面積為1.60平方千米，當中陸地面積為1.60平方千米，而水域面積為0.00平方千米。當地共有人口546人，而人口密度為每平方千米341.25人。